# Rafael Paasio
Kustaa Rafael Paasio (Uskela, 6 giugno 1903 – Turku, 17 marzo 1980) è stato un politico finlandese, esponente del Partito Socialdemocratico Finlandese. Per due volte fu primo ministro della Finlandia dal 27 marzo 1966 al 22 marzo 1968 e dal 23 febbraio al 4 settembre 1972.